# 内臓逆位
内臓逆位（ないぞうぎゃくい、Situs inversus）は、内臓の一部配置が、鏡に映したように反対になる症状をいう。全てが反転している場合は完全内臓逆位となる。
また、心臓など、非対称である臓器が左右対称になる症状(所謂、右心臓)は、内臓錯位（Situs ambiguus、ヘテロタキシー heterotaxyとも）として区別される。
心臓のみ、または内臓がすべて左右逆に配置されているだけであれば機能的には問題ないが、一部の臓器のみの逆位である場合は奇形や病気も多く、手術する事になる事が多い。
但し、ほとんどの医師が逆位の患者の診療経験を持たないため、病気や事故などによる診療や手術などで、判断が困難となる場合もある。
内臓錯位にも心機能不全など重篤な症状が現れることが多い。乳児22000人に1人の割合で発生するが、心臓のほか他の臓器につながる血管が多かったり少なかったりするため、先天性の重い心臓疾患などを伴うことが多く、5歳まで生存できるのは5 - 13%程度とされている。

## カルタゲナー症候群
内臓逆位は、原発性線毛運動不全症（Primary Ciliary Dyskinesia: PCD）、繊毛不動症候群（immotile cilia syndrome）またはカルタゲナー症候群（Kartagener Syndrome）と強い因果関係にあることが明らかとなっている。繊毛不動症候群の患者は、その約半数が内臓逆位を示す。繊毛のダイニン腕の欠損によって生じるPCD患者の約50%はカルタゲナー症候群の臨床像を示し、その3つの特徴は副鼻腔炎、気管支拡張症、内臓逆位である。
HFH-4 ノックアウトマウスや DNAH5 変異マウスは、繊毛の異常とともに半数が内臓逆位を示す。同じくマウスを使った研究によると、内臓の左右は発生初期の原始結節の活動によって決定される。さまざまな脊椎動物の胚の顕微鏡観察結果によれば、胚の原始結節周辺では繊毛が高速で回転することによって水流が発生しており、これによって身体の左右が決定されるといわれる。カルタゲナー症候群の個体は繊毛の異常により、水流を作り出すことができず、身体の左右がランダムに決定すると考えられている。

## 実在の人物
- 中内㓛（実業家） - 軍隊の身体検査で心臓が右にあると判明し、後に全ての内臓が逆である完全内臓逆位と判明した[8]。
- 藤田博史（精神科医） - 就学前に小児科受診で判明した。医学生の時に検査をして完全内臓逆位であることが判明した。
- ランディ・フォイ（NBA選手） - 7歳の時に判明した。
- ダニー・オズモンド（歌手・俳優） - 虫垂炎になった際、虫垂が逆にあるため医師に誤診された[9]。
- キャサリン・オハラ（女優）[10]
- チャンス大城（芸人） - 小学校の内科検診で完全内臓逆位が判明した[11]。足の経絡も一部左右反転している。内臓逆位の人による団体「右の会」の一員で、数年に一度会合を行っている[11]。
- きゆづきさとこ（漫画家） - mixi上の日記で公にしている。
- 桜真琴（AV女優） - インタビュー上で公にした[12]。

## フィクション
『ブラック・ジャック』
激しい腹痛を訴え、ブラック・ジャックの元へ搬送されてきた男児が緊急手術の直前に左右逆位であると判明するエピソードがある。このため神経や血管まで全て逆であることが懸念され、実際に開腹したところその通りであることが発覚したため、人体の構造を熟知する医師であるブラック・ジャックですら「ここまで何もかも逆さまというのは厄介だ」と音を上げていることから、かなり複雑な状態であることが判る。なお、手術はピノコが思いついた開腹部を鏡に映すという機転により成功した。
『K2』
レギュラー登場人物｢和久井譲介｣が右胸心(左胸にナイフが刺さったことにより判明)､１エピソードのみの登場に終った父｢京介｣が内臓逆位。京介については父親からの遺伝と云う程度にしか言及されてないのだが､｢なんでもよォ オレの体の内臓は･･･ 鏡で映したように反対になってんだと｣と云う台詞(原文ママ、但し｢･･･｣は正しくは三点リーダー)があり特定の臓器名を挙げていないことから判断して完全内臓逆位と思われる。
『北斗の拳』
登場人物の1人サウザーが、内臓逆位であるという設定。主人公ケンシロウが用いる北斗神拳は人体の構造を利用することで無類の攻撃力を発揮する拳法であるが、サウザーに対しては通用せず苦戦を強いられた。サウザー本人も自身が内臓逆位であることは承知しており、「神から無敵の肉体を与えられた男」と自称している。東京理科大学の松野健治助教授の研究室で内臓逆位のハエが見つかった際、その遺伝子をサウザーにちなんで「サウザー遺伝子」（Myo31DFsouther）と命名している。このことは、TBSで2014年6月25日に放送された『林先生の痛快!生きざま大辞典』でも紹介された。
『ゴッドハンド輝』
他の病院からの依頼で移された全臓器が左右逆の患者の癌細胞摘出手術を行う。
『金田一少年の事件簿』
内臓逆位である犯人が、明智警視を殺害するつもりで無意識に自らの心臓の位置と同じ右胸を刺したため、明智は一命を取りとめるというシーンがある。
『最上の命医』
内臓完全逆位の子供に、肝臓移植を施す手術がある。ドナーは内臓が正位置の人だったため、移植する肝臓の向きを時計回りに90度変えて施術された。
『太陽にほえろ!』
三田村邦彦演じるジプシー刑事が、かつて左胸を銃撃されたが内臓逆位が幸いし、左肺が機能を失っただけで一命は取りとめた。
『メタルギアソリッド2』
デッドセルの1人フォーチュンが、父と夫を殺したリボルバー・オセロットに自身の小型レールガンを向けたが、撃つ直前にオセロットにより左胸を撃たれる。しかし幸運なことに心臓が右にあったため、即死を免れた。
『医龍-Team Medical Dragon-』
内臓完全逆位の生後9か月の乳児患者のバチスタ手術に挑戦する話がある。
『とっても!ラッキーマン』
主人公ラッキーマンが、敵からの攻撃で左胸に傷を負うが、内臓逆位のために一命を取り留めている。
『ゴルゴ13』
「ONE SHOT」にて、ゴルゴへの刺客として内臓逆位の青年が登場。左胸を凶悪犯に撃たれた青年の出血量の少なさから、内臓逆位であることに気づいたゴルゴに眉間を撃たれて殺害される。
『暗闇仕留人』
第22話「怖れて候」で熊蔵（山谷初男）の心臓が右にあり、心臓潰しを殺し技とする大吉（近藤洋介）が苦戦した。
『Hitman（6作目）』
ステージ「逆位」の暗殺対象エリック・ソーダースがICAを裏切った理由は内臓逆位の心臓が自身の治療に必要だったことである。
『007ドクター・ノオ』
007ドクター・ノオの悪役、ジュリアス・ノオはかつてはアメリカの中国系犯罪結社「党（トング）」のメンバーだったが、首領を裏切り警察により投獄させ組織から大金を横領したものの、油断していた彼は獄中にいる首領の命令によって捕らえられた。トングの指導者たちは他者への見せしめとしてノオの腕を断ち切って彼の心臓を撃った。しかし内臓逆位という特殊体質によって生き延び、回復後にトングの追求を逃れるため彼は鉤状の義手をつけ施術と剃毛により体形と顔の風貌と名前を変え横領した金を元手に現在の名前と薬学部博士という肩書を手に入れ、世界中を旅行しジャマイカ沖のクラブ礁島を購入した。 その後ソ連（映画版では犯罪結社スペクター）と手を組み島に有機肥料工場とそれを隠れ蓑にした秘密基地を建設していた。
その他、英語版 List of fictional characters with situs inversusも参照。